# Tin Gods
Tin Gods (bra O Gigante de Aço) é um filme estadunidense de 1926, do gênero drama, dirigido por Allan Dwan e atualmente considerado perdido.

## Sinopse
Mulher deseja atuar politicamente, mas entra em conflito com sua vida doméstica e o marido, que ameaça abandoná-la.